# صحيفة يمن بوست
صحيفة يمن بوست هي صحيفة يمنية صدرت منذ عام 2007، لكنها توقفت عن الصدور الآن.كما كانت يمن بوست أول خدمة إخبارية على الإنترنت يتم تحديثها كل ساعة في اليمن، مع مراسلين منتشرين في جميع أنحاء البلاد. تم توزيع النسخة المطبوعة من صحيفة يمن بوست في الغالب في اليمن، حيث تم إطلاقها لأول مرة في 2 نوفمبر عام 2007. وتُوزع الصحيفة على أكثر من 2000 مؤسسة حكومية وسفارة ومنظمة وشركة في جميع أنحاء البلاد. بالإضافة إلى التوزيع في الدول المجاورة، يتم توزيع بريد اليمن أيضًا في بعض المجتمعات داخل أوروبا والولايات المتحدة. في 16 فبراير عام 2009، تم تغيير شكل الصحيفة إلى تنسيق التابلويد الفني الملون. أسسها الناشر الحالي ورئيس التحرير حكيم المسمري. 
لا تزال صحيفة يمن بوست موجودة، لكنها تفيد بأنها محظورة في اليمن. وقد انتقلت إلى تويتر، حيث كان حسابها نشطًا آخر مرة في عام 2019. 

## أنظر أيضا
- قائمة الصحف في اليمن

## روابط خارجية
- الموقع الرسمي